# Červený potok (přítok Markovického potoka)
Červený potok (někdy též Stolanský potok) je levostranný přítok Markovického potoka v okrese Chrudim v Pardubickém kraji. Délka toku činí 6,8 km. Plocha povodí měří 10,8 km².

## Průběh toku
Potok pramení na louce nad Zbyhněvicemi v nadmořské výšce 442 m. V samotné obci protéká malým rybníčkem a požární nádrží. Následně teče lesnatým údolím přes osadu Palučiny, kde napájí dva menší rybníky, a pokračuje na severovýchod až do Stolan, kde napájí Menší rybník a větší Panský rybník. Poté teče stejným směrem až do osady Červenec, kde napájí Červenecký rybník a rybník Hanička, a po dalších 650 m se na místě bývalé tvrze Kozojedy vlévá do Markovického potoka v nadmořské výšce 258 m.